# Rhacocleis ramburi
Rhacocleis ramburi är en insektsart som först beskrevs av Jean Guillaume Audinet Serville 1838.  Rhacocleis ramburi ingår i släktet Rhacocleis och familjen vårtbitare. Inga underarter finns listade i Catalogue of Life.